# La Ferrière-Harang
La Ferrière-Harang är en kommun i departementet Calvados i regionen Normandie i norra Frankrike. Kommunen ligger i kantonen Le Bény-Bocage som ligger i arrondissementet Vire. År 2018 hade La Ferrière-Harang 313 invånare.

## Befolkningsutveckling
Antalet invånare i kommunen La Ferrière-Harang
Referens: INSEE